# チャート・レコード
チャート・レコード (Chart Records) は、1960年代にリン・アンダーソンをカントリー界のスターに送り出したことで知られていた、アメリカ合衆国のカントリー・ミュージック専門レコード・レーベル。最盛期にこのレーベルを所有していたのは、スリム・ウィリアムソン (Slim Williamson) であった。

## 沿革
チャート・レーベルは1962年ころ、ゲイリー・ウォーカー (Gary Walker)によってジョージア州アトランタで創業したが、最初の3枚のシングル盤を発売した後、レーベルはテネシー州ナッシュビルへ移転した。このレーベルに早い時期から関わっていたスリム・ウィリアムソンは、ジョージア州で小規模なレコード・レーベルやラジオ局を所有する経営者であったが、ジム・ネスビット (Jim Nesbitt) を売り出そうとした際、1964年3月に350ドルという破格の安さでこのレーベルを買い取ることとなり、所有していたWPEHのDJ、オット・スティーヴンス (Ott Stephens) とともにレーベルの共同経営にあたった。
かつてこのレーベルに吹き込みを行なったアーティストたちには、ジュニア・サンプルズ (Junior Samples)、デル・ウッド (Del Wood)、マキシン・ブラウン (Maxine Brown)、ジム・ネスビット (Jim Nesbitt)、コニー・イートン (Connie Eaton)、リン・アンダーソン、レッド・ソーヴァイン (Red Sovine)、ビリー・クラッシュ・クラドック (Billy "Crash" Craddock)、ラワンダ・リンジー (LaWanda Lindsey)、アンソニー・アームストロング・ジョーンズ (Anthony Armstrong Jones) らがいた。このレーベルの歌手たちの多くは、十代か二十代はじめの若者たちであったが、これは1960年代のカントリー音楽レーベルとしては異例のことであった。
チャート・レコードは、1967年以降、レコード製造や配給の一部をRCAレコードに依存していたが、RCAでチャートとのパイプ役になっていたスティーヴ・ショールズ (Steve Sholes) が死去したこともあって提携がうまく行かなくなり、レーベルは1968年にニューヨークのオーディオ・フィデリティ・レコード (Audio Fidelity Records) に売却された。しかし、1970年に稼ぎ頭だったリン・アンダーソンがコロムビア・レコードへ去ったことなどもあり、レーベルは1971年ころ、再びウィリアムソンが所有する独立レーベルとなったが、その後、一時はブッダ・レコード (Buddah Records) 傘下に入るなどしたものの、概ね1970年代半ばでレーベルとしての実態は失われた。
チャート・レコードには、もともとウィリアムソンが経営していた独立レーベルなど、傘下のレーベルが複数あったが、いずれもチャート・レコードの終焉とともに消え、スリムの息子で、チャートの経営にもあたっていたクリフ・ウィリアムソン (Cliff Williamson) らが1975年に創業し、ロニー・マクダウェル (Ronnie McDowell) のヒット曲などを出したスコルピオン・レコード (Scorpion Records) も、1980年に廃業した。
現在は、ガスト・レコード (Gusto Records) が、チャート・レコードのカタログ（原盤権）を所有している。